# Avro Canada VZ-9 Avrocar
Avro Canada VZ-9 Avrocar là một loại máy bay VTOL do hãng Avro Canada phát triển như một phần dự án quân sự bí mật của Mỹ được thực hiện trong những năm đầu thời kỳ Chiến tranh Lạnh.  Avrocar dự định khai thác hiệu ứng Coandă để cung cấp lực nâng và lực đẩy từ một "động cơ phản lực" duy nhất thổi khí thải ra khỏi vành của chiếc máy bay hình đĩa. Khi bay lên không trung, nó trông giống như một chiếc đĩa bay.
Ban đầu được thiết kế như một máy bay giống chiến đấu cơ có khả năng đạt tốc độ và độ cao rất cao, dự án liên tục bị thu hẹp lại theo thời gian và cuối cùng Không quân Mỹ đã từ bỏ nó. Lục quân Mỹ về sau bắt đầu phát triển máy bay chiến đấu chiến thuật, một loại máy bay trực thăng hiệu suất cao. Trong chuyến bay thử nghiệm, Avrocar tỏ ra có những vấn đề về lực đẩy và độ ổn định chưa được giải quyết khiến nó bị hạn chế trong tầm bay bị suy giảm, hiệu suất thấp; sau đó, dự án bị hủy bỏ vào tháng 9 năm 1961.
Xuyên suốt lịch sử của chương trình, dự án được gọi bằng nhiều tên gọi khác nhau. Avro gọi những nỗ lực này là Dự án Y, với các phương tiện riêng lẻ được gọi là Spade và Omega. Dự án Y-2 sau đó được Không quân Mỹ tài trợ, họ gọi nó là WS-606A, Dự án 1794 và Dự án Silver Bug. Khi Lục quân Mỹ tham gia nỗ lực, họ đã lấy tên cuối cùng là "Avrocar" và tên gọi "VZ-9", một phần trong các dự án VTOL của Lục quân Mỹ thuộc dòng VZ.

## Thông số kỹ thuật (VZ-9-AV)

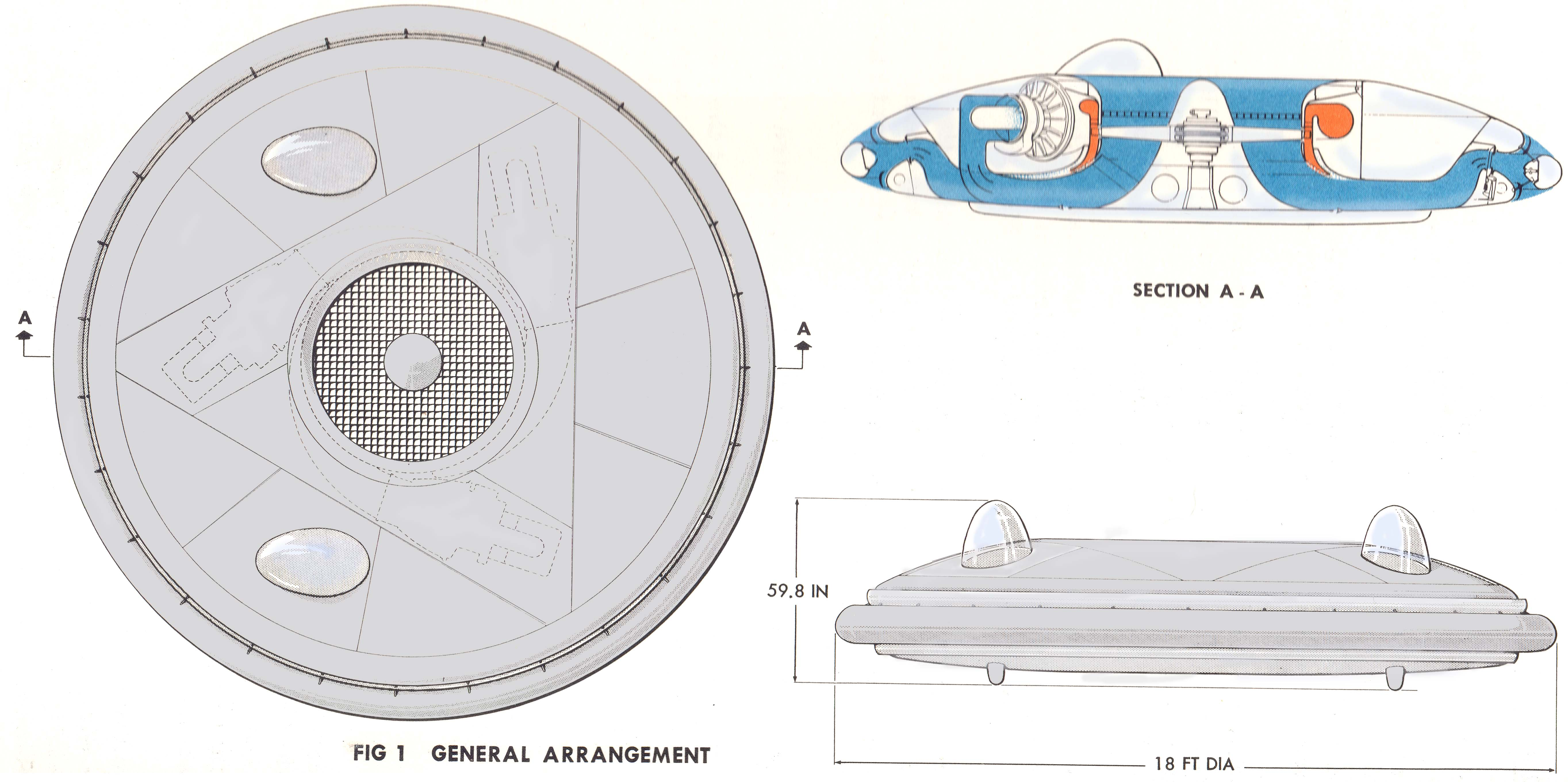
Bản vẽ 3 góc nhìn của Avrocar

Dữ liệu lấy từ Avrocar: Canada's Flying Saucer... and The World's Worst Aircraft: From Pioneering Failures to Multimillion Dollar Disasters
Đặc tính tổng quát
- Kíp lái: 2
- Sức chứa: 1 quan sát viên/kỹ sư
- Đường kính: 18 ft (5,5 m)
- Chiều cao: 3 ft 6 in (1,07 m)
- Diện tích cánh: 254 foot vuông (23,6 m2)
- Trọng lượng rỗng: 3.000 lb (1.361 kg)
- Trọng lượng cất cánh tối đa: 5.560 lb (2.522 kg)
- Động cơ: 3 × Continental J69-T-9 động cơ phản lực, 660 lbf (2,9 kN) thrust mỗi chiếc

Hiệu suất bay
- Vận tốc cực đại: 300 mph (483 km/h; 261 kn) (ước tính), 35 mph (56 km/h) (thực tế)
- Tầm bay: 995 mi (865 nmi; 1.601 km) (ước tính), 79 mi (127 km) (thực tế)
- Trần bay: 10.000 ft (3.048 m) (ước tính), 3 ft (0,91 m) (thực tế)